# Evangelisch-Lutherisches Dekanat Neustadt an der Aisch
Das Evangelisch-Lutherische Dekanat Neustadt an der Aisch ist eines der zehn Dekanate des Kirchenkreises Nürnberg. Amtierende Dekanin ist seit 2017 Ursula Brecht.

## Geografie
Der Dekanatsbezirk liegt im Regierungsbezirk Mittelfranken. Die Kirchengemeinden liegen größtenteils im Landkreis Neustadt an der Aisch-Bad Windsheim. Wilhermsdorf liegt im Landkreis Fürth.

## Geschichte
In Markt Erlbach gab es bereits bei der ersten urkundlichen Erwähnung 815 eine Kirche. Dort lag die Urpfarrei des Zenngrundes.
Um 1275/76 wurde vom Nürnberger Burggrafen Friedrich III. das Kloster Birkenfeld gestiftet. Dort wurden adelige Fräulein erzogen, die nicht unbedingt sich des geistlichen Standes widmen mussten. Die Nonnen nannten sich die „Schwestern des grauen Ordens“. Sie unterstanden der Aufsicht des Abtes des Zisterzienser-Klosters Ebrach. Das Kloster wurde am 13. Mai 1525 im Bauernkrieg niedergebrannt. In Münchsteinach lag das zweite Kloster im Dekanatsbereich. Um 1130 wurde das Benediktiner-Kloster Steinach gestiftet. Es wurde ebenfalls im Bauernkrieg 1525 schwer zerstört. Nach der Säkularisation des Klosters 1528 wurde 1530 der erste evangelische Pfarrer nach Münchsteinach entsandt. In der Reformationszeit lag die Landeshoheit in einem großen Teil des heutigen Dekanatsbezirks bei der Markgrafschaft Brandenburg-Kulmbach.
1528 wurde in der Markgrafschaft die Reformation eingeführt. In Unternesselbach konnte sie bereits 1520 Fuß fassen. Das Kloster Birkenfeld wurde 1543 vollständig säkularisiert. Sugenheim wurde unter dem Freiherrn von Seckendorff-Aberdar 1524 evangelisch. Die Brüder Schutzbar genannt Milchling kauften 1566 von Wolff von Wilhelmsdorf die Rittergüter Wilhelmsdorf und Neidhardswinden. 1569 wurde in Herrnneuses durch Heinrich Herrmann Milchling die Reformation eingeführt. Um 1572 folgten Neidhardswinden und Wilhermsdorf. Damals wurden die katholischen Altäre aus den Kirchen entfernt.
1686 kamen aus Frankreich geflohene Hugenotten unter der Führung des Pfarrers Jean Bonnet ins verwilderte Albachtal. Sie bauten dort eine kleine Siedlung mit einer Kirche aus Lehm und Holz. Die Nachfolgerkirche konnte am 18. August 1754 eingeweiht werden. Ab 1873 wurde die Hugenottenkirche von den Lutheranern mitbenutzt und ging 1927 in deren Besitz über.
1556 wurde das ansbachische Dekanat Neustadt errichtet. 1810 erfolgte der Übergang in ein bayerisches Dekanat. 1970 wurde das ebenfalls 1810 gegründete Dekanat Markt Erlbach aufgelöst und seine Gemeinden dem Dekanat Neustadt angegliedert.

## Kirchengemeinden
2010 lebten im Dekanatsbezirk 35.000 Gemeindeglieder in 37 Kirchengemeinden, die zu 21 Pfarreien zusammengefasst sind.
- Pfarrei Baudenbach
  - Baudenbach, St. Lambert
  - Hambühl, St. Matthäus
  - Stübach, St. Bartholomäus

- Pfarrei Brunn-Wilhelmsdorf
  - Brunn, St. Georg
  - Wilhelmsdorf, Hugenottenkirche

- Pfarrei Dachsbach
  - Dachsbach, St. Marien
  - Oberhöchstädt, St. Nikolaus und Peter

- Pfarrei Diespeck
  - Diespeck, St. Johannes

- Pfarrei Dottenheim
  - Dottenheim, St. Markus mit Beerbach, Friedhofskirche

- Pfarrei Emskirchen
  - Emskirchen, St. Kilian, Auferstehungskirche und Rennhofen, St. Margarethen
  - Dürrnbuch, St. Kilian
  - Neidhardswinden, St. Johannes der Täufer

- Pfarrei Gerhardshofen
  - Gerhardshofen, St. Peter und Paul mit Kästel, St. Mauritius und Forst, St. Katharina

- Pfarrei Gutenstetten
  - Gutenstetten, St. Johannis
  - Reinhardshofen, St. Kilian

- Pfarrei Hagenbüchach
  - Hagenbüchach, St. Kilian
  - Kirchfembach, St. Veit

- Pfarrei Kirchfarrnbach
  - Kirchfarrnbach, St. Peter und Paul
  - Hirschneuses, St. Johannes

- Pfarrei Langenfeld
  - Langenfeld, Jesus-Christus-Kirche (1972)
  - Ullstadt, St. Johann Baptist (1492)

- Pfarrei Markt Erlbach
  - Markt Erlbach, St. Kilian
  - Linden, St. Leonhard
  - Jobstgreuth, St. Jobst

- Pfarrei Münchsteinach
  - Münchsteinach, Münster St. Nikolaus (1180)

- Pfarrei Neuhof an der Zenn
  - Neuhof an der Zenn, St. Thomas
  - Oberfeldbrecht, St. Maria und Georg

- Pfarrei Neustadt
  - Neustadt an der Aisch, Stadtkirche St. Johannes der Täufer, Friedhofskirche Zur Himmelfahrt Christi
  - Herrnneuses, St. Matthäus

- Pfarrei Schauerheim
  - Schauerheim, St. Katharina
  - Birkenfeld, Klosterkirche St. Maria

- Pfarrei Trautskirchen
  - Trautskirchen, St. Laurentius

- Pfarrei Uehlfeld
  - Uehlfeld, St. Jakobus

- Pfarrei Unternesselbach
  - Unternesselbach, Wehrkirche St. Bartholomäus
  - Altheim, St. Maria, Simon und Judas

- Pfarrei Wilhermsdorf
  - Wilhermsdorf, St. Martin und Maria (1714), Spitalkirche